# Hey Ram
Pour les articles homonymes, voir RAM.
Pour plus de détails, voir Fiche technique et Distribution.
Hey Ram (tamoul : ஹே ராம், hindi : हे राम, traduction : "Oh Ram!" ou "Oh Dieu !") est un film indien écrit, réalisé, interprété et produit par Kamal Hassan. Tourné simultanément en hindi et en tamoul, il est sorti le 18 février 2000 en Inde. Tourné avec des acteurs de Bollywood, il conserve néanmoins beaucoup de caractère lié à l'Inde du sud, patrie du réalisateur. Les chansons sont composées par Ilayaraja sur des paroles de Sameer.

## Synopsis
Saket Ram âgé de 89 ans se meurt dans sa maison de Madras veillé par son petit-fils. Il se rappelle la période de l'Indépendance qui fut l'une des plus violentes de l'histoire de son pays et de sa vie.

1946 : Saket Ram et Amjad Ali Khan, archéologues et amis, travaillent sur le site de Mohenjo-daro. Respectivement hindou et musulman, ils sont favorables à la cohabitation des différentes communautés et la partition du Raj britannique en deux états selon des critères religieux ne leur semble pas souhaitable. Alors que Saket Ram a rejoint sa femme, Aparna, à Calcutta, celle-ci est violée et sauvagement assassinée sous ses yeux au cours d'une émeute inter religieuse. Fou de rage et de douleur, il massacre tous les musulmans qui croisent son chemin.

Il se réfugie à Madras où il fait la connaissance d'Abhayankar, militant de l'hindutva, mouvement prônant "l'Inde au hindous". Abhayankar et son groupe de militants sont farouchement hostiles à Gandhi qu'ils estiment trop favorable aux musulmans et jugent responsable de l'affaiblissement de l'Inde. Avec l'aide d'un maharaja déchu et d'un homme d'affaires ruiné par la partition, ils projettent d'assassiner le Mahatma. Mais, blessé, Abhayankar ne peut mener à bien sa "mission" et demande à Saket Ram, qui accepte, de le remplacer.

Se rendant dans la capitale pour commettre son forfait, il retrouve Amjad Ali Khan qui s'est réfugié dans Old Delhi. Témoin de la mort atroce de son ami attaqué par des extrémistes hindous, Saket Ram réalise sa folie et décide de renoncer à assassiner Gandhi. Le même jour, Nathuram Godse tire trois balles de revolver sur le Mahatma.

## Commentaires
Film audacieux et controversé, Hey Ram relate la partition de l'Inde et les traumatismes, aujourd'hui encore sensibles, qui en découlèrent. La part la plus importante du film, constituée d'un long flash-back, se déroule entre le 16 août 1946, où Muhammad Ali Jinnah lance la journée d'action directe au cours de laquelle la femme bien-aimée de Saket Ram est violée et assassinée, et le 30 janvier 1948 où Gandhi est tué par un extrémiste hindou, alors qu'il se rend à une prière. Ces deux évènements façonnent la personnalité de Saket Ram et ponctuent la période la plus violente et la plus troublée de l'histoire du sous-continent indien au XXe siècle.

En choisissant de réexaminer cette période douloureuse qui fit des centaines de milliers de morts et plus de douze millions de déplacés, Kamal Hassan va à l'encontre du désir collectif d'oubli et réunit une belle unanimité contre lui. Le BJP proteste contre le discours anti hindutva et son aile dure essaie, vainement, de faire interdire le film. Certains leaders du Parti du Congrès dénoncent la vision non conventionnelle qui est donnée de Gandhi qui, entre autres, ne prononce pas les fameuses paroles "Hey Ram" qu'on lui prête au moment de sa mort. Quant à de nombreux distributeurs et exploitants de salles, effrayés par des manifestations d'opposants, ils s'empressent de retirer le film de l'affiche. Ces différents éléments contribuent à l'échec commercial du film, attesté par le réalisateur.
Hey Ram est un film qui ne ménage pas les Indiens, les obligeant à sortir de l'amnésie qui occulte les circonstances de la naissance de leur nation. Cependant il n'est pas dénué d'espoir puisque le héros semble mourir apaisé, ayant réussi, non sans souffrance, à atteindre la sérénité et rêvant d'une Inde harmonieuse et multireligieuse. L'image finale du film montre des jeunes gens ouvrant des fenêtres pour laisser entrer la lumière du jour, marquant ainsi la volonté de Kamal Hassan d'éclairer le passé réprimé de l'Inde moderne.
Le film bénéficie d'un scénario bien construit, de décors magnifiques, de reconstitutions soignées, d'une excellente musique et d'un montage dynamique. La distribution est brillante, elle réunit Girish Karnad, Om Puri, Hema Malini, Rani Mukherjee, Vikram Ghokle, Shourab Shukla, Nasser et Y.G. Mahendra entourant le réalisateur et acteur Kamal Hassan, star du cinéma tamoul à la carrière impressionnante, Shahrukh Khan à l'interprétation particulièrement sobre et Naseeruddin Shah campant un Gandhi grincheux, hésitant, doté du sens de l'humour et parfaitement crédible.

## Fiche technique
- Titre : Hey Ram
- Titre original en tamoul : ஹே ராம்
- Titre original en hindi : हे राम
- Réalisateur : Kamal Hassan
- Scénario : Kamal Hassan, Manohar Shyam Joshi (dialogue en hindi)
- Musique : Ilayaraja
- Parolier : Sameer
- Chorégraphie : Kamal Haasan et Raghuraman
- Direction artistique : Sabu Cyril
- Photographie : Tirru
- Montage : Renu Saluja
- Cascades et combats : Vikram Dharma
- Production : Kamal Haasan
- Langue : tamoul et hindi
- Pays d'origine : Inde
- Date de sortie : 18 février 2000
- Format : Couleurs
- Genre : drame, film historique
- Durée : 186 minutes

## Distribution
- Kamal Hassan : Saketh Ram
- Shahrukh Khan : Amjad Ali Khan
- Rani Mukherjee : Aparna Ram
- Hema Malini : Ambujam Iyengar
- Girish Karnad : Uppilli Iyengar
- Naseeruddin Shah : Mohandas Karamchand Gandhi
- Om Puri : Goel
- Vikram Gokhale : Maharaja
- Saurabh Shukla : Manohar Lalwani
- Abbas (en) : le médecin qui s'occupe de Saket Ram mourant
- Atul Kulkarni : Shriram Abhyankar

## Récompenses
Hey Ramm fut sélectionné pour représenter l'Inde aux Oscars en 2001.
- National Film Awards 2000
  - Silver Lotus des Meilleurs costumes : Sarika
  - Silver Lotus des Meilleurs effets spéciaux : Manthra
  - Silver Lotus du Meilleur second rôle : Atul Kulkarni[9]

- Screen Weekly Awards 2001
  - Meilleure bande originale : Ilayaraja[9]